# Liste des anciens cantons des Alpes-de-Haute-Provence
Cet article vise à retracer les anciens cantons du département français des Alpes-de-Haute-Provence, (anciennement Basses-Alpes). C'est-à-dire leur date de création, de disparition et la modification de leur composition.

## Liste des anciens cantons du département

### Redécoupage cantonal de 2015[1]
- Canton d'Allos-Colmars : rattaché au canton de Castellane
- Canton d'Annot : rattaché au canton de Castellane
- Canton de Banon : rattaché au canton de Reillanne
- Canton de Barrême : rattaché au canton de Riez
- Canton de Digne-les-Bains-Est : rattaché au canton de Digne-les-Bains-1
- Canton de Digne-les-Bains-Ouest : les communes sont rattachés au canton de Digne-les-Bains-1, Digne-les-Bains-2 ou Riez
- Canton d'Entrevaux : rattaché au canton de Castellane
- Canton de La Javie : rattaché au canton de Seyne
- Canton du Lauzet-Ubaye : rattaché au canton de Barcelonnette
- Canton de Manosque-Nord : rattaché au canton de Manosque-2
- Canton de Manosque-Sud-Est : rattaché au canton de Manosque-3
- Canton de Manosque-Sud-Ouest : rattaché au canton de Manosque-1
- Canton des Mées : les communes sont rattachés au canton de Digne-les-Bains-2, Oraison ou Riez
- Canton de Mézel : rattaché au canton de Riez
- Canton de La Motte-du-Caire : rattaché au canton de Seyne
- Canton de Moustiers-Sainte-Marie : rattaché au canton de Riez
- Canton de Noyers-sur-Jabron : rattaché au canton de Sisteron
- Canton de Peyruis : les communes sont rattachés au canton de Château-Arnoux-Saint-Auban ou Forcalquier
- Canton de Saint-André-les-Alpes : rattaché au canton de Castellane
- Canton de Saint-Étienne-les-Orgues : rattaché au canton de Forcalquier
- Canton de Turriers : rattaché au canton de Seyne
- Canton de Volonne : les communes sont rattachés au canton de Château-Arnoux-Saint-Auban ou Sisteron

### Modifications antérieures à 2015
- Canton de Senez : le chef-lieu et Blieux sont rattachés au canton de Barrême en 1986 ; Majastres est rattaché à celui de Mézel
- Canton de Saint-Paul : rattaché au canton de Barcelonnette en 1986
- Canton d'Allos fusionne avec le canton de Colmars en 1985 qui devient canton d'Allos-Colmars
- Canton de Manosque-Sud, dédoublé en 1985
- Canton de Digne, dédoublé en 1973
- Canton de Manosque, dédoublé en 1973
- Canton de Meyronnes : le chef-lieu est déplacé à Saint-Paul en 1802

### Cantons supprimés à la suite du redécoupage cantonal de 1801[2]
- Canton de La Bréole
- Canton du Brusquet
- Canton de Champtercier
- Canton de Claret
- Canton de Jausiers
- Canton de Lurs
- Canton de Malijai
- Canton de Méolans
- Canton de Mézel (rétablit en 1802)
- Canton de Mison
- Canton d'Oraison
- Canton de Puimoisson
- Canton de Quinson
- Canton de Saint-Geniez
- Canton de Saint-Paul (rétablit en 1802)
- Canton de Sainte-Tulle
- Canton de Thoard
- Canton de Thorame
- Canton d'Ubraye
- Canton du Vernet
- Canton de Volx

## Cas particuliers: détachement du département
- Le Canton de Sault (Vaucluse) faisait initialement partie du département des Basses-Alpes jusqu'en 1801.
- Le Canton de Barcillonnette (Hautes-Alpes) a connu le même sort en 1810.

## Sources et références
1. ↑  « Décret du 28 février 2014 », 24 février 2014
2. ↑  Des villages de Cassini aux communes d'aujourd'hui, « Index : communes par ordre alphabétique », sur ehess.fr, École des hautes études en sciences sociales (consulté le 26 juin 2021).